# حب على شاطئ ميامي (فلم)
حب على شاطئ ميامي هو فيلم دراما مصري من إخراج حلمي رفلة وبطولة شمس البارودي، حسن يوسف، عماد حمدي وعزيزة حلمي.

## نبذه
يسافر باسيلي إلى أمريكا ليشترك في بطولة العالم في المصارعة. يتعرف بسحر وأخيها ماجد. تظهر عصابة يراهن رئيسها بكل ماله على هزيمة باسيلي. ولكن انتصارات باسيلي المستمرة تهدده بالخسارة. يخطف ماجد ويهدد بقتله لإرغام باسيلي على الهزيمة تتمكن صديقة اسبانية لباسيلي من إنقاذ ماجد بمساعدة رجال الشرطة.

## طاقم العمل
- شمس البارودي بدور سحر
- حسن يوسف بدور أحمد
- عماد حمدي بدور الأب
- عزيزة حلمي بدور والدة أحمد
- جورج سيدهم
- سمير غانم بدور خيري
- نجوى فؤاد
- باسيل بطاح بدور باسيلي

## وصلات خارجية
- مقالات تستعمل روابط فنية بلا صلة مع ويكي بيانات